# Hemmesjö med Tegnaby församling
Hemmesjö med Tegnaby församling var en församling i Växjö domkyrkoförsamlings pastorat i Östra Värends kontrakt i Växjö stift, Växjö kommun. Församlingen uppgick 2014 i Hemmesjö-Furuby församling.
Församlingens kyrkor var Hemmesjö gamla kyrka och Hemmesjö nya kyrka.

## Administrativ historik
Församlingen har medeltida ursprung med namnet Hemmesjö församling, 1854 införlivades Tegnaby församling och namnet ändrades till Hemmesjö med Tegnaby församling.
Redan före sammanslagningen bildade de ett gemensamt pastorat, som kvarstod efter sammanslagningen. 1962 bildade församlingen pastorat med Östra Torsås församling och från 1992 ett pastorat med Furuby församling för att från en tidpunkt efter 1998 men före 2003 till 2014 ingå i Växjö domkyrkoförsamlings pastorat.. Församlingen uppgick 2014 i Hemmesjö-Furuby församling. 